# Liophidium vaillanti
Espèce
Synonymes
- Idiophis vaillanti Mocquard, 1901
- Idiophis vaillanti var. extensa Boettger, 1913
- Dakaria subpunctata Werner, 1925
- Wernerodakaria subpuncatata (Werner, 1925)

Statut de conservation UICN

 LC  : Préoccupation mineure
Liophidium vaillanti est une espèce de serpents de la famille des Lamprophiidae. 

## Répartition
Cette espèce se rencontre à Madagascar et dans les Mascareignes.

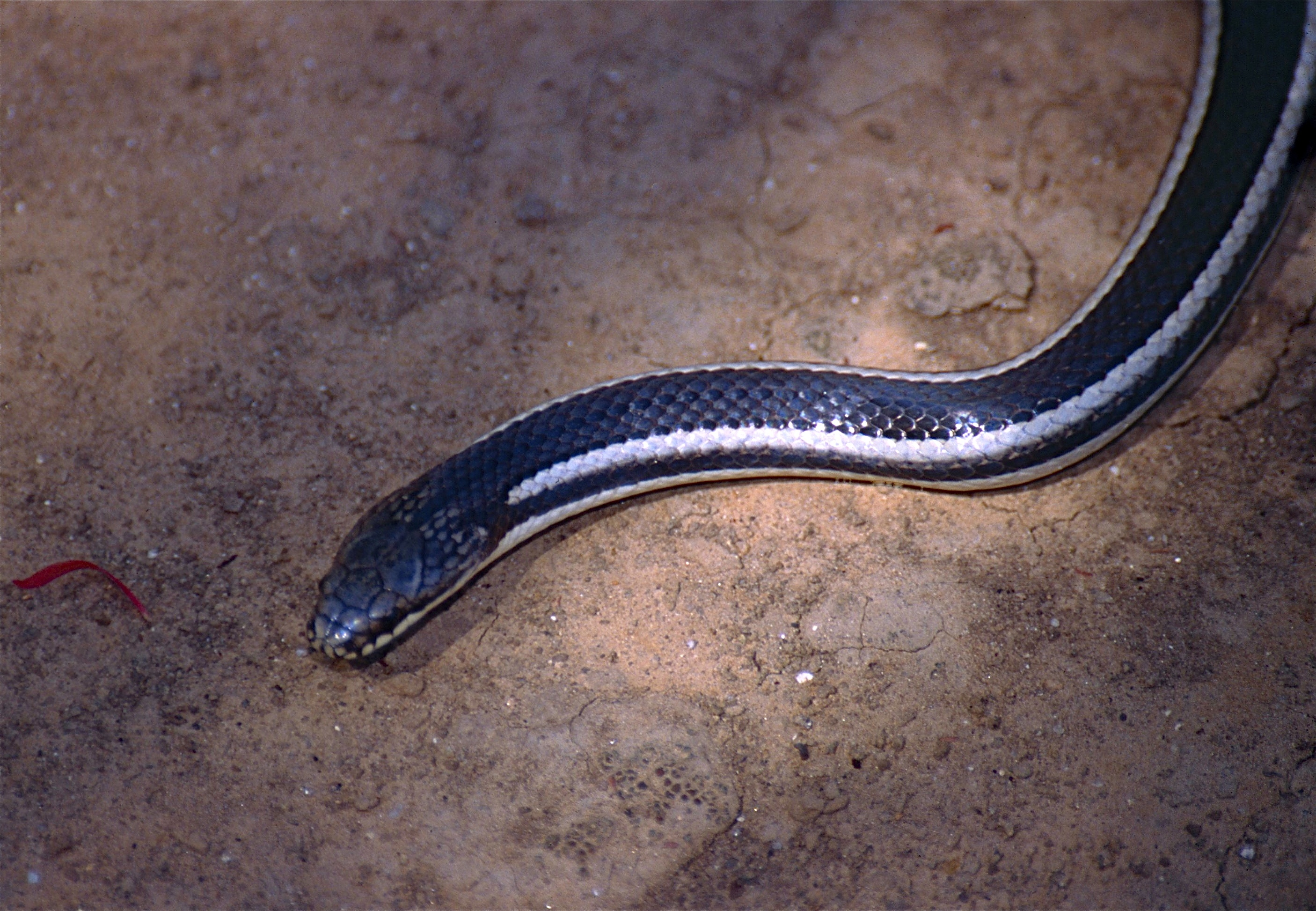

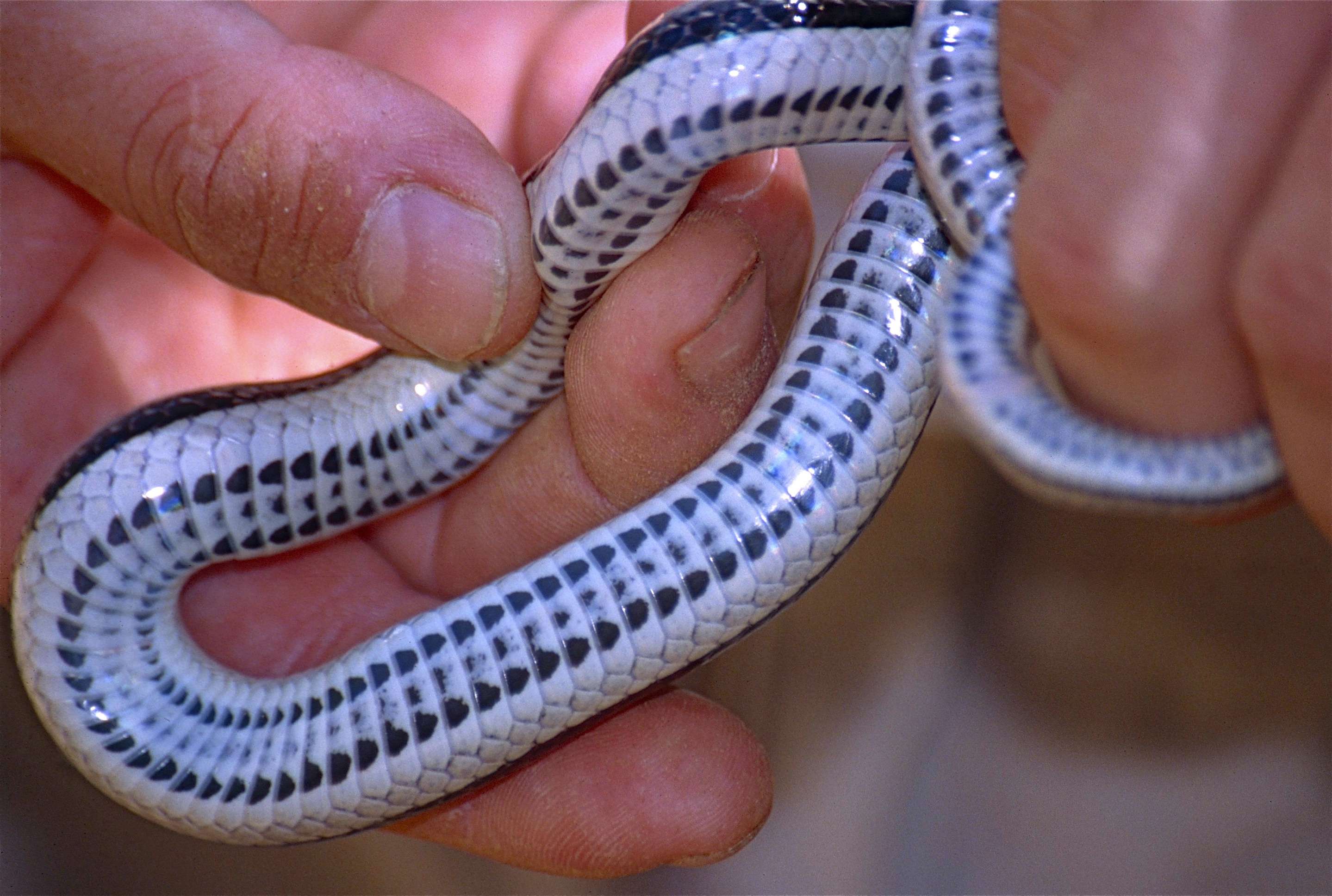

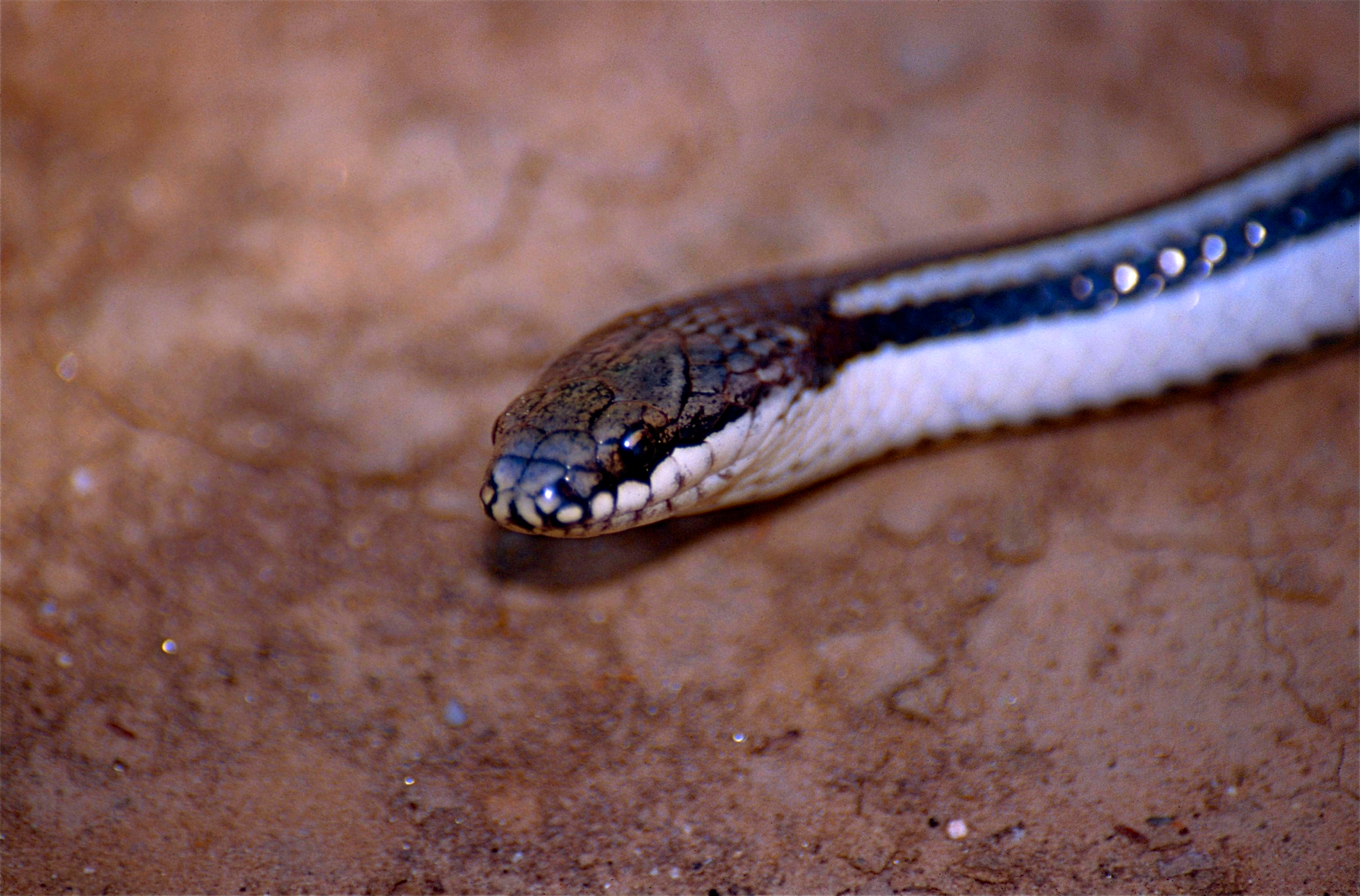

## Étymologie
Cette espèce est nommée en l'honneur de Léon Vaillant.

## Publication originale
- Mocquard, 1901 : Note préliminaire sur une collection de reptiles et de batraciens recueillis par M. Alluaud dans le sud de Madagascar. Bulletin du Muséum national d'histoire naturelle, vol. 7, p. 251-256 (texte intégral).